# ليونيد إيفانوف
ليونيد ايفانوف (25 يوليو 1921 بسانت بطرسبرغ في روسيا - 14 سبتمبر 1990 بسانت بطرسبرغ في روسيا) هو مدرب كرة قدم ولاعب كرة قدم (وحمل سابقاً جنسية الاتحاد السوفيتي) في مركز حراسة المرمى، شارك في الألعاب الأولمبية الصيفية 1952. وشارك مع منتخب الاتحاد السوفييتي لكرة القدم. أما مع النوادي، فقد لعب مع زينيت سانت بطرسبرغ.

## وصلات خارجية
- ليونيد إيفانوف على موقع الاتحاد الدولي (مؤرشف)  (الإنجليزية)
- ليونيد إيفانوف على موقع قاعدة بيانات كرة القدم.إي يو (الإنجليزية)
- ليونيد إيفانوف على موقع ناشيونال فوتبول تيمز (الإنجليزية)
- ليونيد إيفانوف على موقع أوليمبيديا (الإنجليزية)